# Rue de Valence
La rue de Valence est une voie située dans le quartier du Jardin-des-Plantes du 5e arrondissement de Paris.

## Situation et accès
La rue de Valence est desservie à proximité par la ligne 7 à la station Les Gobelins.

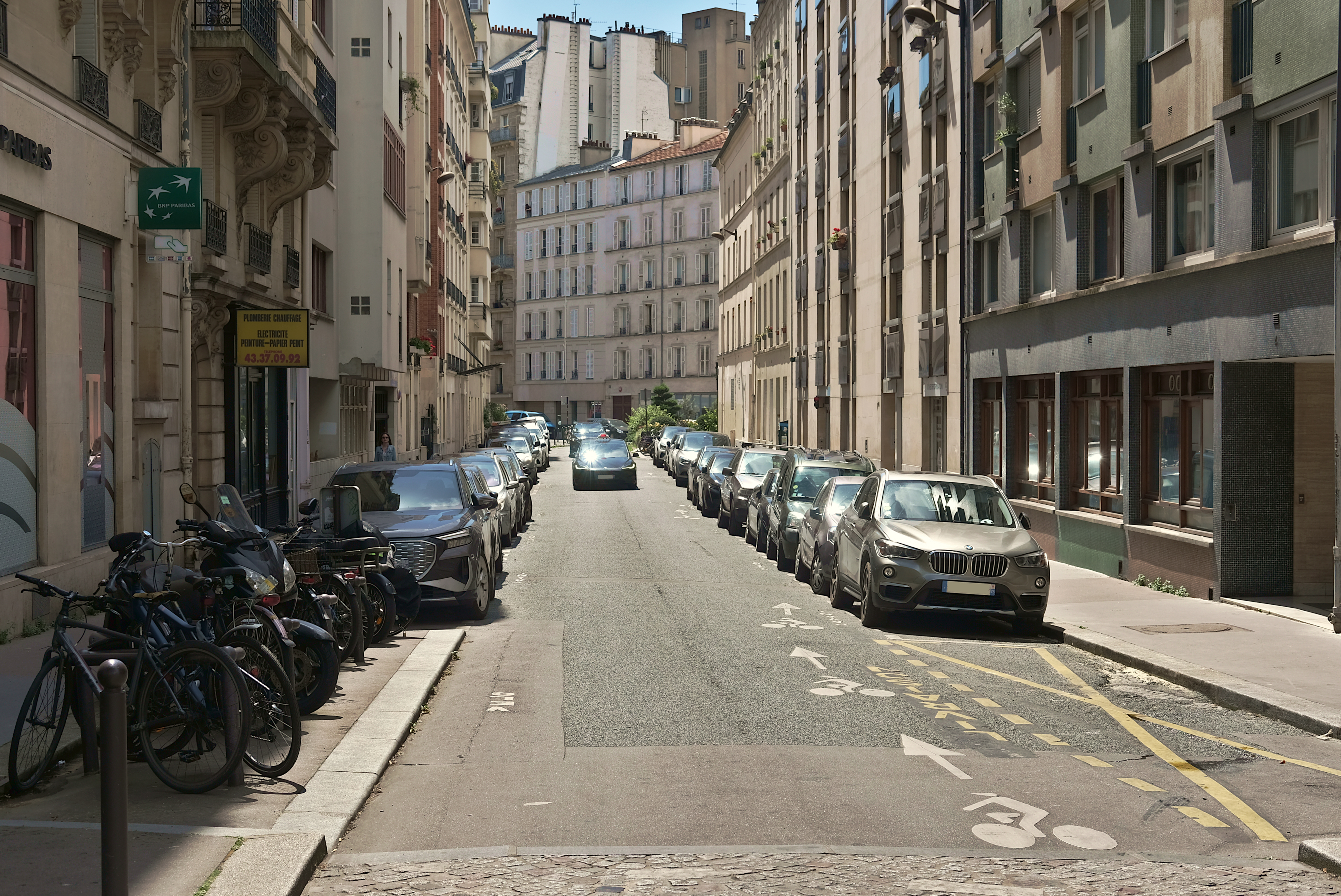
Rue vue depuis l'avenue des Gobelins.
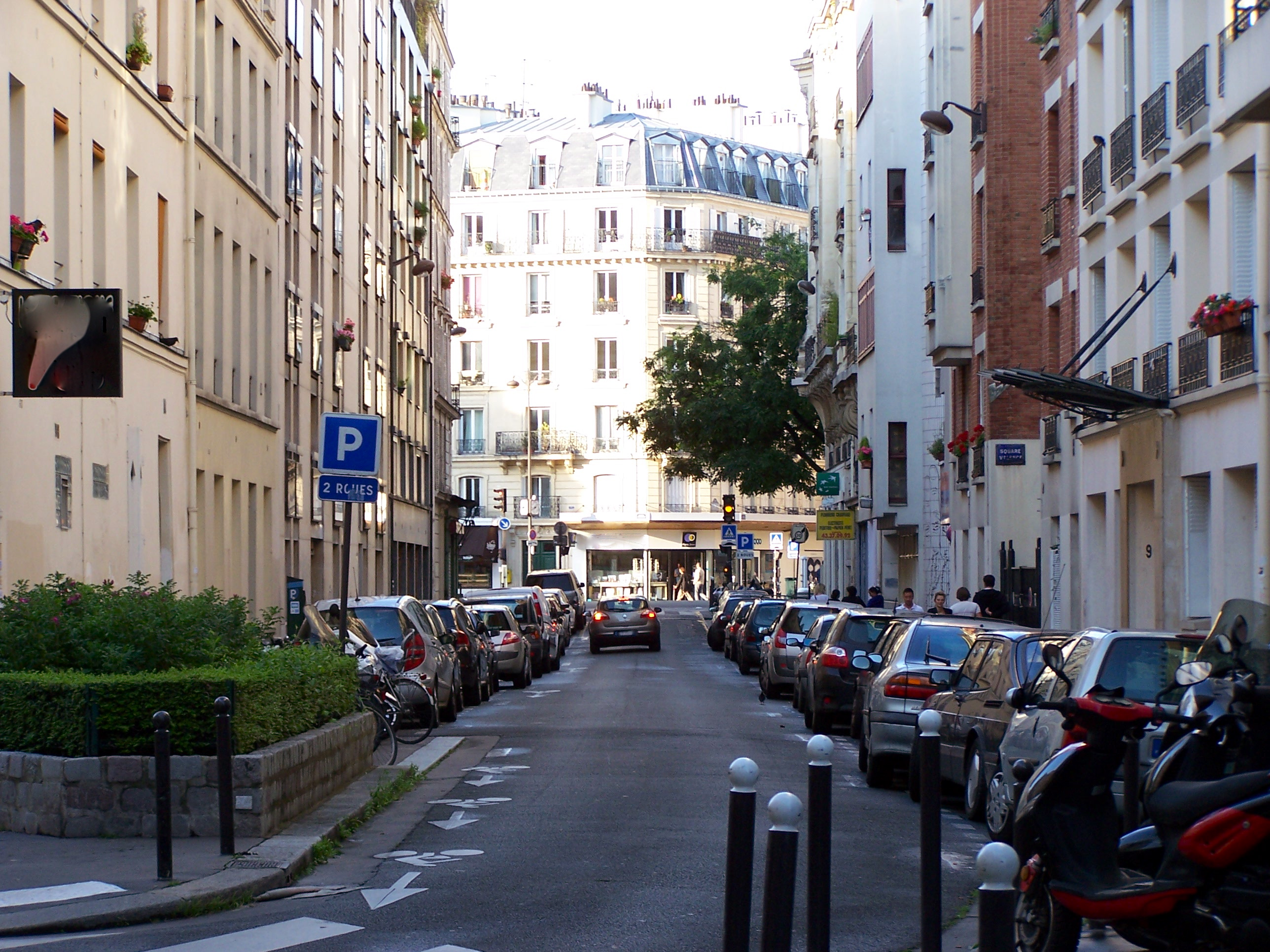
Rue vue depuis la rue Pascal.

## Origine du nom
Elle porte ce nom car elle a été ouverte sur l'emplacement de l'ancien hôtel particulier de madame de Valence et d'Aymar de Valence.

## Historique
Cette rue fut ouverte sous le nom de « passage de Valence » avant de prendre la dénomination de « rue de Valence », le 15 janvier 1844.

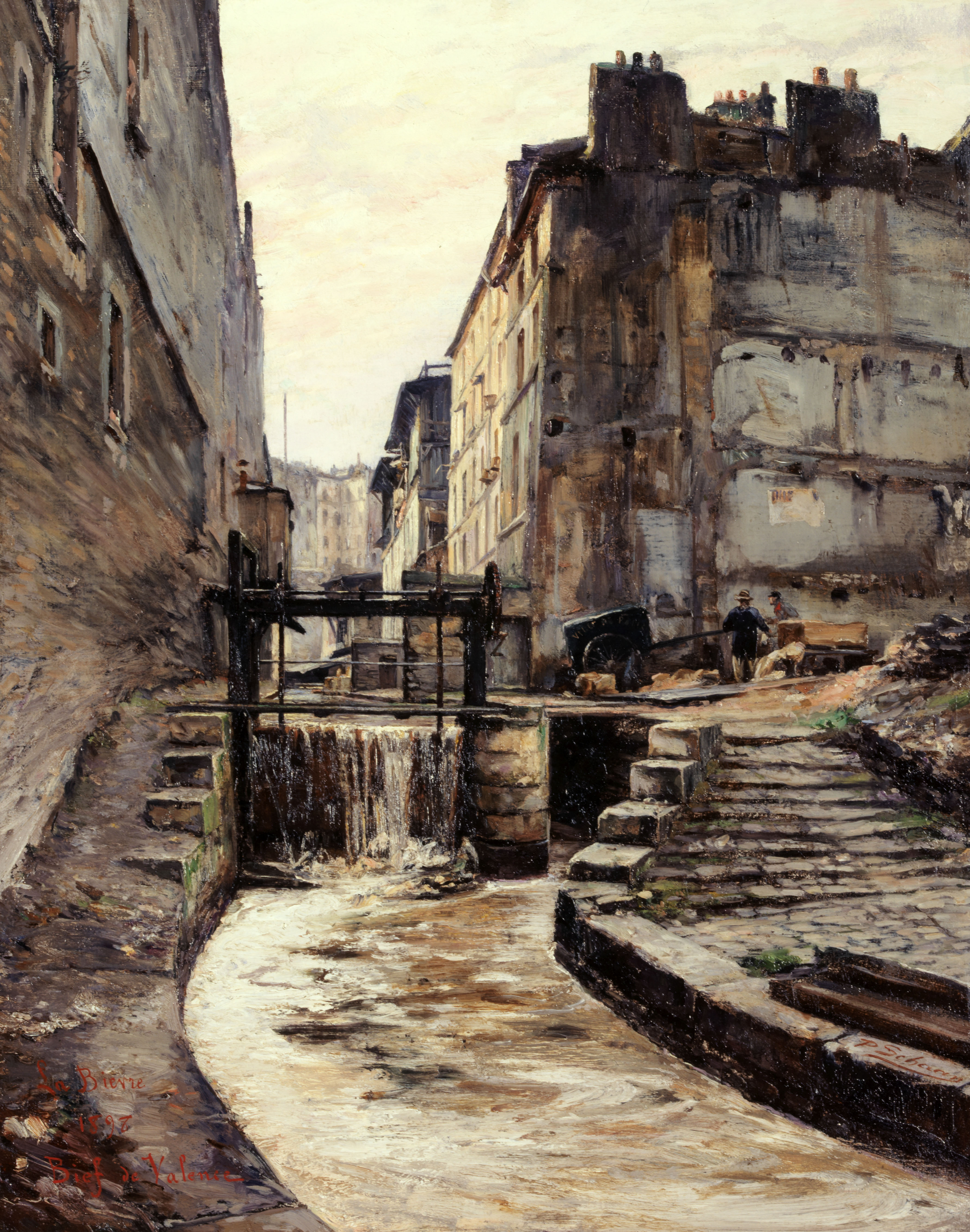
La Bièvre au bief de la rue de Valence (Paul Schaan, 1897 - musée Carnavalet).
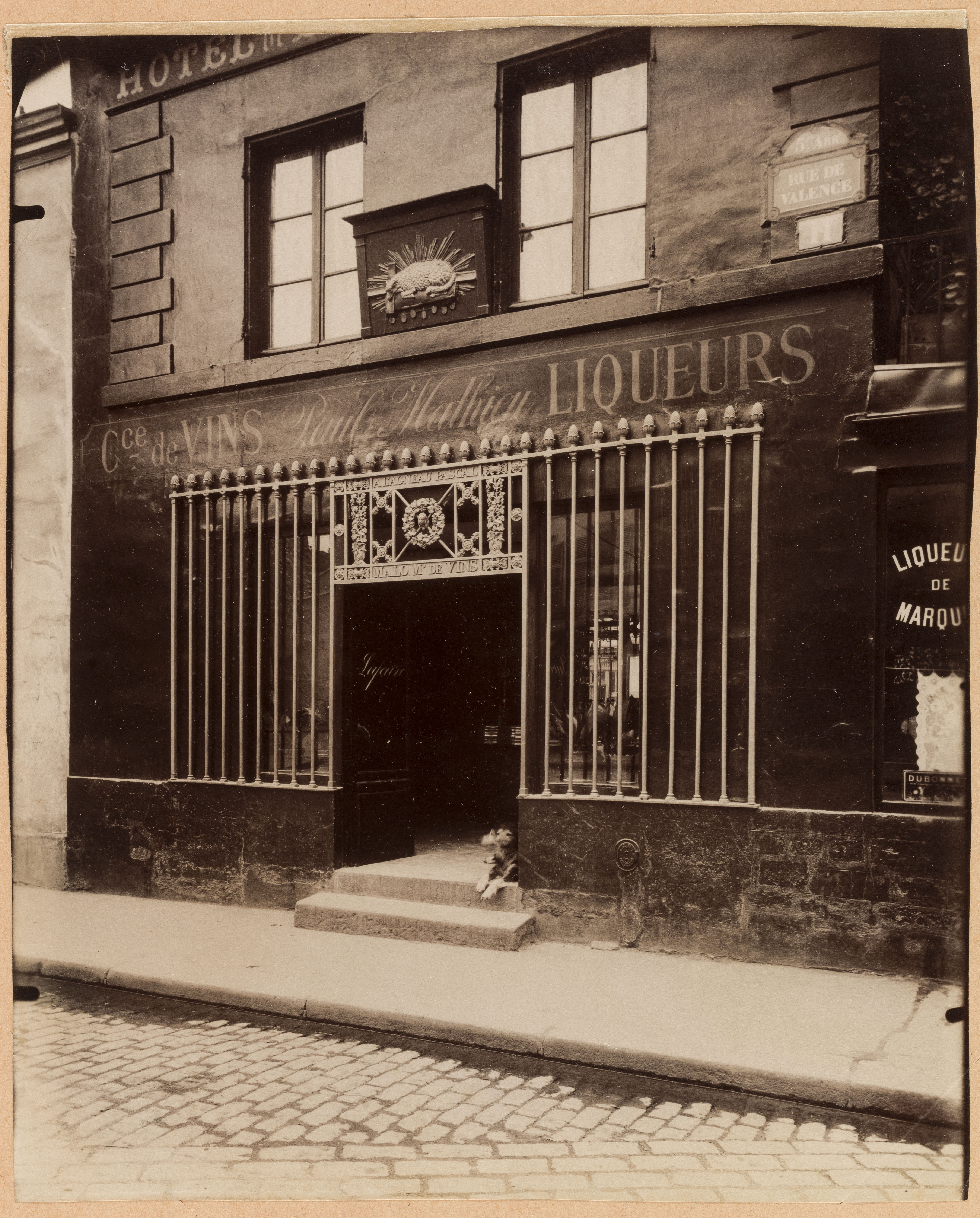
"A l'Agneau pascal" : 11, rue de Valence vers 1910-1911 (photo d'Eugène Atget).
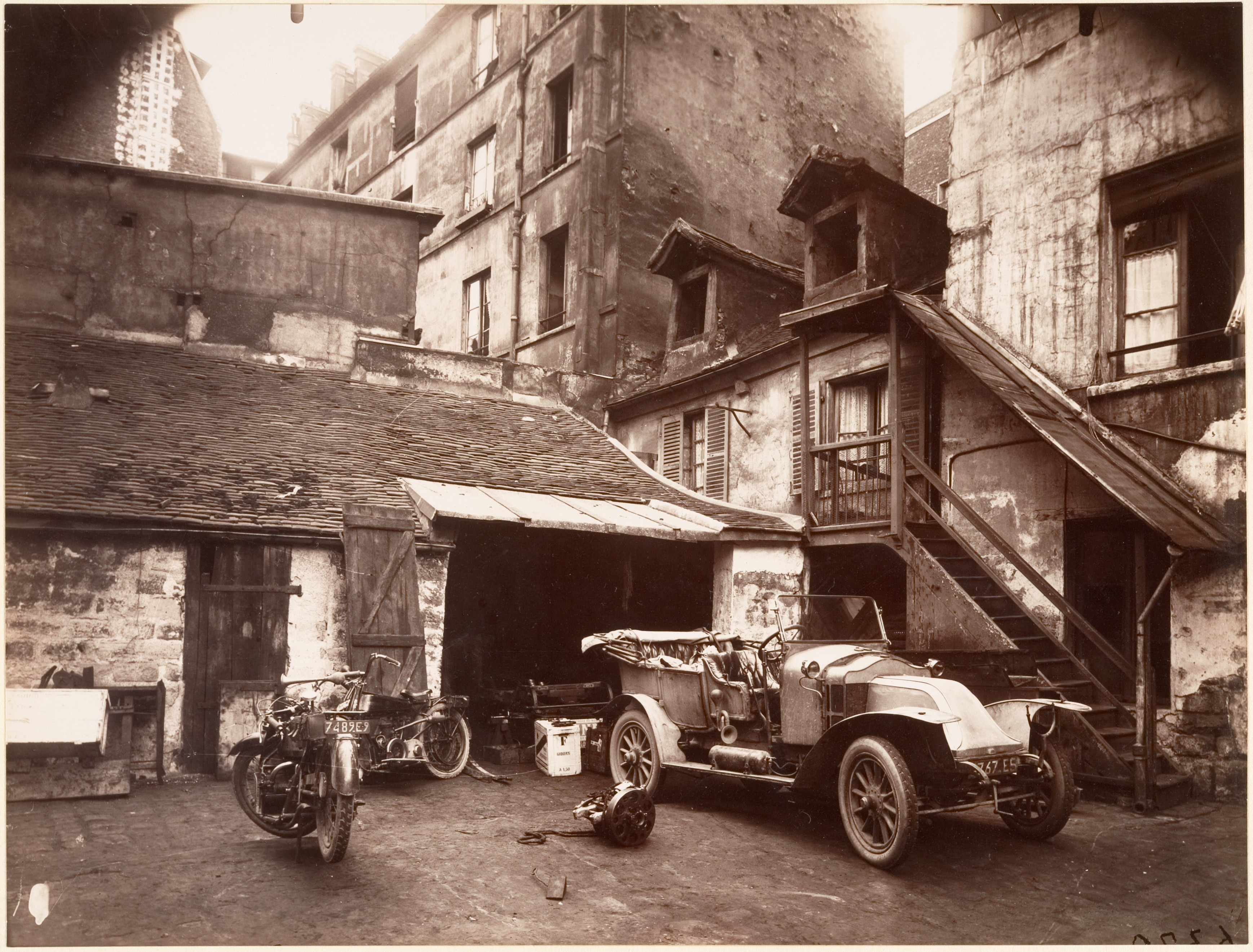
Rue de Valence en 1922 (photo d'Eugène Atget).

## Bâtiments remarquables et lieux de mémoire
- No 2 : emplacement du moulin à eau Saint-Marcel (appelé aussi « Grand Moulin », « moulin Saint-Hyppolyte », « moulin de la Collégiale » ou « moulin Fidèle ». Il était situé sur la rive gauche de la Bièvre vive. Il aurait été démoli en 1829[3]. Il est représenté sur le plan de Deharme (1763)[4].
- La rue héberge le square Valence, au no 7, qui n'est pas répertorié, bien qu'il possède la plaque des voies parisiennes.
- Au no 11 se trouve la bibliothèque russe Tourguenev[5].

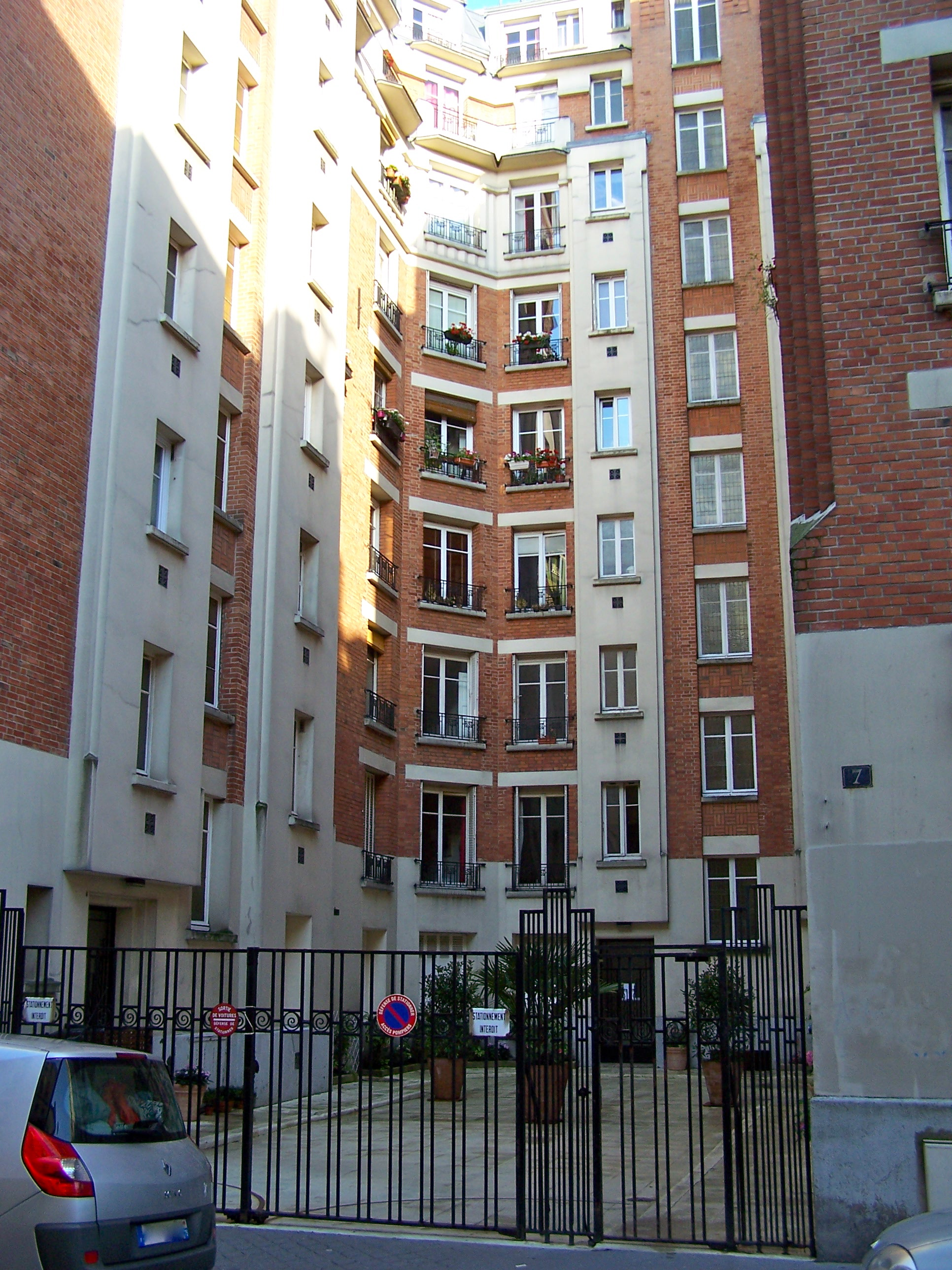
Le square Valence.